# Szkoła na Boninie w Poznaniu
Szkoła na Boninie – budynek szkolny zlokalizowany w Poznaniu, na Boninie, przy ul. Widnej 1.
Na terenach w rejonie ulicy Widnej postanowiono w końcu lat 20. XX wieku stworzyć wzorcowy kompleks szkolno-wychowawczy, w oparciu o najnowsze tendencje pedagogiczne tamtego okresu. Plan takiego zespołu stworzył Kazimierz Ruciński. Zawarł w nim wieloobiektową wizję urbanistyczną, zawierającą dwuoodziałową szkołę powszechną, ochronkę, boiska i dwa domy nauczycielskie. Wszystko to spinać miał rozległy ogród francuski o kilku kwaterach.
Do realizacji całości programu nigdy nie doszło. W latach 1928–1929 zbudowano tylko jeden budynek szkolny z łącznikiem i salę gimnastyczną. Była to pierwsza część symetrycznego założenia szkolnego. Druga już nie powstała. Początkowo uczyły się w niej wyłącznie dziewczęta (około 700 dzieci). Poświęcenia obiektu dokonał ksiądz Witold Żuchowski, a pierwszym dyrektorem była Helena Schneiderówna. Szkole towarzyszy park angielski (3 ha), na którego skraju w 1948 zbudowano harcówkę (w miejscu projektowanej ochronki). Obok stoi boniński pomnik harcerski. W 1945 szkoła znacznie ucierpiała podczas walk o Cytadelę. Naukę wznowiono 4 września 1945 bez zajęć w zniszczonej jeszcze wówczas sali gimnastycznej. Na trzy zmiany uczyło się tam wtedy 610 dzieci, a kierownikiem została Stefania Jasielska. Ponownego poświęcenia dokonał ksiądz Czesław Garstecki. Władze oświatowe zlikwidowały patronat nad szkołą Marii Konopnickiej. Imię Stefana Czarnieckiego nadano w 1975.
Szkoła, zaraz po ukończeniu (1929) służyła jako hotel turystyczny dla gości odwiedzających PeWuKę. Obecnie mieści XXV LO (w 1992 szkołę podstawową przeniesiono do budynku wzniesionego na Osiedlu Winiary).